# Премия RU.TV 2019
IX премия вручения Русской Музыкальной Премии телеканала RU.TV 2019 — девятая музыкальная премия телеканала RU.TV. Церемония вручения состоялась 25 мая 2019 года в московском концертном зале Crocus City Hall.

## Голосование
25 апреля 2019 года в прямом эфире телеканала RU.TV были объявлены номинации и кто на них номинирован. Голосование продлилось с 25 апреля по 24 мая 2019 года включительно.

## Выступления и список звёзд

### Звёздная дорожка
- Участницы конкурса «Мисс Русское Радио»
- «Земляне»
- Tatarka FM
- Ведущие-блогеры: Влад Красавин, Полина Гренц, Шевги Ахадов, София Броян
- Александра Круглова
- Мисс Европа 2008
- Победитель конкурса «Твои ножки на звёздной дорожке» — Александр Наумов с супругой
- Мария Пономарева
- Ольга Сапегина
- Егор Ермолаев
- Согдиана
- Митя Фомин
- «Queens»
- Стэйси
- «The Jigits»
- Майкл Як
- Кристина Мелконян
- Таня Терёшина
- Юлия Беретта
- REDGI
- Роман Русинов
- «Френды» и Коля Коробов
- Ида Галич
- «Дискотека Авария»
- Анастасия Барашкова и Мария Погребняк
- Максим Привалов
- Sabi Miss
- Юлия Савичева
- Виктория Дайнеко
- Инна Маликова
- Ирина Новикова
- Сергей Зверев
- Белла Потёмкина
- Рита Дакота
- Клава Кока
- MASHA
- TIMBIGFAMILY
- ST с Ассоль
- Гоша Куценко
- Анна Калашникова
- Джиган и Жак-Энтони
- Алёна Шишкова
- Елена Север и ВладиМир
- «MBAND»
- Полина Гагарина с супругом
- Маша Вебер и Леонид Руденко
- ЮрКисс
- Мот с супругой
- Артём Качер
- Алексей Воробьёв
- Элина Чага
- Алёна Водонаева
- Мари Сенн
- Арина Жигулина и Анна Филипчук
- Артисты Velvet Music: Ёлка, Burito, Звонкий, Мари Краймбрери, Владимир Пресняков
- Артисты Black Star: Ternovoy, НАZИМА, Pabl.A
- MOLLY
- Ханна и Пашу
- T-killah
- Zivert
- Алексей Голубев с супругой
- Ксения Бородина и Ольга Орлова
- Алла Довлатова
- Alekseev
- «Artik & Asti»
- Филипп Киркоров
- Николай Басков
- Ани Лорак
- Диана Арбенина
- Макс Барских и Миша Романова
- Юлия Ковальчук
- Сергей Лазарев
- «А’Студио»
- Елена Блиновская

### Выступления на церемонии
| Исполнитель                                                              | Песня                                                                       |
| ------------------------------------------------------------------------ | --------------------------------------------------------------------------- |
| Полина Гагарина                                                          | «Меланхолия»                                                                |
| Макс Барских                                                             | «Неземная»                                                                  |
| Леонид Руденко feat. Маша Вебер                                          | «Люблю Как Умею»                                                            |
| «Artik & Asti» feat. Артём Качер                                         | «Грустный Дэнс»                                                             |
| Елена Север                                                              | «Бабочкой Летать»                                                           |
| Alekseev                                                                 | «Как Ты Там»                                                                |
| ЮрКисс                                                                   | «Я Словно В Огне»                                                           |
| Ани Лорак                                                                | «Я Тебя Ждала»                                                              |
| «Земляне»                                                                | «Боже»                                                                      |
| «Queens»                                                                 | «Шифровальщик»                                                              |
| Velvet Music: Звонкий, Мари Краймбрери, Ёлка, Burito, Владимир Пресняков | Megamix: «Голоса», «Amore», «Мир Открывается», «По Волнам», «Слушая Тишину» |
| ВладиМир                                                                 | «Sexy MF»                                                                   |
| Дима Билан                                                               | «Девочка, Не Плачь», «Держи», «Молния»                                      |
| Zivert                                                                   | «Life»                                                                      |
| LOBODA                                                                   | «Пуля-Дура»                                                                 |
| Филипп Киркоров                                                          | «Цвет Настроения Синий»                                                     |

## Номинации
Победители отмечены галочкой.
| Лучший старт | Лучший дуэт |
| --- | --- |
| - HammAli & Navai - RASA - Zivert - Тима Белорусских - Лёша Свик | - Little Big и Руки Вверх! — «Слэмятся пацаны» - Мот & Валерий Меладзе — «Сколько лет» - Дискотека Авария & Николай Басков — «Фантазёр» - Джиган & Артём Качер — «ДНК» - Елена Север и Вера Брежнева — «Зла не держи»                                                                   |
| Лучшая группа | Лучшая песня |
| - Artik & Asti - Банд’Эрос - Градусы - А’Студио - Руки Вверх! | - Jah Khalib — «Медина» - LOBODA — «SuperSTAR» - Филипп Киркоров — «Цвет настроения синий» - Артур Пирожков — «Зацепила» - Дима Билан — «Молния» |
| Кино и музыка | Лучший видеоклип |
| - Марсель & Krec feat. Юлианна Караулова — «Небо так любит нас» (OST «#ОДИНДЕНЬЛЕТА») - Вера Брежнева — «Любите друг друга» (OST «Ёлки последние») - Макс Барских — «Полураздета» (OST «Секс и ничего личного») - Елена Север — «Схожу с ума» (OST «Пилигрим») - LOBODA — «Лети» (OST «Гоголь. Вий») | - Jah Khalib — «Медина» - LOBODA — «SuperSTAR» - Полина Гагарина — «Выше головы» - Би-2 — «Чёрное солнце» - Сергей Лазарев — «Сдавайся» |
| Лучший певец | Лучшая певица |
| - Alekseev - Макс Барских - Дима Билан - Сергей Лазарев - Филипп Киркоров | - LOBODA - Ани Лорак - Полина Гагарина - Ирина Дубцова - Ёлка |
| Лучший рок-проект | Лучший хип-хоп проект |
| - «Brainstorm» - Диана Арбенина и «Ночные снайперы» - «Би-2» - «Земляне» - «Ленинград» | - ST - Мот - Jah Khalib - Feduk - Джиган |
| Звезда танцпола | Лучшее концертное шоу |
| - Artik & Asti — «Зачем я тебе?!» - Combat Cars — «Крутая» - Quest Pistols Show — «Пей вода» - MONATIK & Надя Дорофеева — «Глубоко» - Артур Пирожков — «Зацепила» | - LOBODA — «#SuperStarShow» (Crocus City Hall) - Артур Пирожков — «Первый сольный музыкальный концерт» (Crocus City Hall) - Филипп Киркоров — «Я+Я» (Олимпийский) - Макс Барских — «Туманы» (Мегаспорт) - Полина Гагарина — «Обезоружена» (Мегаспорт)                                   |
| Мегамикс | Лучший кавер |
| - Burito & Black Cupro & DJ Groove — «Помоги» - Леонид Руденко feat. Маша Вебер — «Люблю как умею» - DJ Smash — «Не переживай» - Леонид Руденко feat. Эмма М — «Клетка» - Filatov & Karas vs Виктор Цой — «Остаться с тобой»                                                                         | - CHLОЁ — «Ты не верь слезам» (Шура) - MASHA — «Только не говори мне» (Наталья Ветлицкая) - А’Студио feat. The Jigits — «Прощай» (Анжелика Варум и Леонид Агутин) - Антон Беляев — «Лететь» (Амега) - Максим Фадеев feat. Serebro — «Притяженья больше нет» (Валерий Меладзе и ВИА Гра) |
| Интернет-певица | Выбор Cosmopolitan |
| - Sabi Miss - Марьяна Ро - Ида Галич - Рита Дакота - Люся Чеботина | - LOBODA - Полина Гагарина - Zivert - Кети Топурия - Рита Дакота |

### Специальные номинации
Победители отмечены галочкой.
| Фан или профан | Артист года                          | Лучший клип на песню поэта Михаила Гуцериева |
| --- | ------------------------------------ | --- |
| - Артур Пирожков - «MBAND» - Дима Билан - МакЅим - Рита Дакота - Alekseev - Нюша - Сергей Лазарев - Ольга Бузова - Алексей Воробьёв | - Владимир Пресняков - Леонид Агутин | - Николай Басков — «Два венца на карете» - «Земляне» — «Одиночество» - Стас Михайлов — «Этот долгий день» - Кристина Орбакайте — «Я считаю шагами недели» - Александр Буйнов — «Утонувшее небо» |